# Philippe Chomaz
 (février 2019).
Philippe Chomaz, né le 21 mai 1960 à Albertville, est un physicien français.

## Biographie

### 1982-1991: recherches au CNRS
Ancien élève de l'École normale supérieure de la rue d'Ulm (promotion 1980), il effectue une thèse expérimentale et théorique (1982-1984) sous la direction de N. Frascaria et D. Vautherin à l'Institut de physique nucléaire d'Orsay intitulée Structures excitées par ions lourds dans une cible de 208Pb. Il entre en 1984 au CNRS comme chargé de recherche en physique théorique.
Entre 1990 et 1991, Philippe Chomaz est visiteur au Laboratoire national Lawrence-Berkeley, au même titre que son épouse, Patricia Roussel-Chomaz.

### Depuis 1991: ingénieur-chercheur au CEA
À son retour, il devient ingénieur-chercheur au Commissariat à l'énergie atomique. De 1991 à 2008, il travaille au Grand accélérateur national d'ions lourds (GANIL), à Caen.
Il passe en 1995 son habilitation à diriger des recherches, Modes collectifs dans les noyaux : ordre et désordre.
De 1994 à 1996, il occupe le poste de président de la division de Physique Nucléaire à la Société française de physique.
En 2004, Philippe Chomaz est nommé directeur de recherche au CEA.
En 2005, il est le premier président du comité scientifique pour la physique à la création de l'Agence nationale de la recherche. Il occupera ce poste 3 ans.

### 2005-2008: Équipe de direction du GANIL
Depuis 2005, il est directeur adjoint chargé de la Physique au GANIL.

### 2008-2016: direction de l'Institut de Recherche sur les lois Fondamentales de l'Univers
Il quitte GANIL en août 2008 pour prendre la direction de l'IRFU, l'Institut de Recherche sur les lois Fondamentales de l'Univers au CEA - Saclay. Il en prend la direction en 2008 et  Anne-Isabelle Etienvre lui succède en 2016« Visite du CERN » (consulté le 24 octobre 2019).

### 2016: Directeur scientifique exécutif à la direction de la recherche fondamentale du CEA
En 2016, le CEA a regroupé toute sa recherche fondamentale en une seule direction dont il a rejoint le directoire comme Directeur scientifique exécutif.

## Diffusion des connaissances
En parallèle de cette carrière scientifique, Philippe Chomaz s'engage dans la vulgarisation de la connaissance scientifique. Il instaure les bars des sciences (ce qui lui vaut en 2001 le prix Jean-Perrin de la société française de Physique), écrit un roman scientifique Des séquoias dans les étoiles et crée Relais d'sciences, le Centre de Culture Scientifique et Technique de Basse Normandie.